# Karina Benites
Karina Benites Franco (Pausa, Ayacucho, 1 de abril) es una cantante peruana de música andina contemporánea y la vocalista principal de la agrupación Amaranta. Su trayectoria se caracteriza por la innovación dentro del género andino, fusionando ritmos tradicionales con elementos modernos. A lo largo de su carrera, ha enfrentado desafíos como la migración, la discriminación en la industria musical y las amenazas de extorsión. Pese a ello, ha logrado consolidar su carrera en la música andina.

## Biografía

### Primeros años y formación
Karina Benites nació en Pausa, Ayacucho, Perú. En su juventud, se trasladó a Lima en busca de oportunidades académicas y profesionales, lo que la llevó a estudiar Periodismo y Derecho. Sin embargo, su pasión por la música la llevó a adentrarse en la escena de la música andina.

### Carrera musical
En 2015, Benites se unió como vocalista a la agrupación Amaranta. Amaranta, fundada por el productor Emilio Mattos en 1996, se caracteriza por la fusión de instrumentos tradicionales andinos con elementos modernos como el saxo, el bajo electrónico y la batería.
Karina consideró iniciar una carrera como solista en paralelo a su trabajo con Amaranta. Sin embargo, tras evaluar la situación y llegar a un consenso con su equipo, decidió continuar su carrera dentro de la agrupación, manteniendo la esencia del proyecto familiar.